# بذور مريبة
بذور مُريبة: قصة التستر على الانتخابات العامة كانت دراسة للعمليات الحكومية وصنع القرار في ظل حكومة نيوزيلندا بقيادة حزب العمال بقلم نيكي هاجر. كانت خلفية الحادثة في نوفمبر 2000، من خلال اللجنة الملكية للتعديل الجيني، عندما تم تنبيه المسؤولين الحكوميين إلى أدلة على إطلاق عرضي لنباتات الذرة المعدلة وراثيًا، وهو أمر غير قانوني بموجب قانون نيوزيلندا. يتتبع الكتاب مراحل ضغط شركات الصناعة واتخاذ القرارات الحكومية التي أدت إلى اتخاذ قرار اعتبرت الحادثة غير ذات أهمية وإبقائها سرية عن الجمهور.
صدر الكتاب في يوليو 2002، قبل الانتخابات العامة، وساعد في جعل المتعضّيات المعدلة وراثيًا قضية انتخابية رئيسية. في سياق إنكار مزاعم هاغير، اتهمته وزيرة البيئة، ماريان هوبز، بكتابة «نظريات المؤامرة». في مؤتمر إعلامي للمسؤولين الحكوميين انعقد فور صدور الكتاب، أقر الرئيس التنفيذي لوزارة البيئة، باري كاربون، بأن الكتاب كان دقيقًا إلى حد كبير ولكنه عارض تفسير المواد فيه.
درست صحيفة كرايستشيرش برس الوثائق الرسمية وخلصت إلى: «إذن من الذي يقول الحقيقة، هاجر أم الحكومة؟ علق المسؤولون في إيجاز خاص للصحفيين في أخر الأسبوع بشكل لا يُنسى أنهم لم يختلفوا مع معظم الحقائق التي قالها هاغير، فقط يعارضون استنتاجاته. هذا ليس مفاجئًا، نظرًا لأن الاستنتاجات التي يمكن استخلاصها ليست مستساغة. تثير الوثائق بعض الأسئلة الجادة حول مستوى الحكومة المنفتحة التي تتمتع بها نيوزيلندا بالفعل وقوة نظام الأمن الحيوي لدينا الذي يتم التباهي به كثيرًا.»
كان هناك مزيد من الحدة عندما أجرى مذيع الأخبار جون كامبل مقابلة مع رئيسة الوزراء هيلين كلارك حول هذه القضية. وانتهى الأمر بتصنيف كلارك لكامبل بأنه «منافق صغير متسلق» بسبب ما اعتبرته أسلوب الكمين في المقابلة. قضت هيئة معايير البث (BSA) لاحقًا بأن مقابلة "Corngate" سيئة السمعة كانت غير متوازنة وغير عادلة وتفتقر إلى الحيادية والموضوعية.